# Thayeria
Thayeria és un gènere de peixos de la família dels caràcids i de l'ordre dels caraciformes.

## Taxonomia
- Thayeria boehlkei (Weitzman, 1957)[2]
- Thayeria ifati (Géry, 1959)[3]
- Thayeria obliqua (Eigenmann, 1908)[4][5][6][7][8][9][10][11]